# 35 Aquilae
35 Aquilae (c Aquilae) é uma estrela na direção da Aquila. Possui uma ascensão reta de 19h 29m 00.99s e uma declinação de +01° 57′ 01.9″. Sua magnitude aparente é igual a 5.79. Considerando sua distância de 192 anos-luz em relação à Terra, sua magnitude absoluta é igual a 1.94. Pertence à classe espectral A0V.